# Claude Blad
Claude-Antoine-Auguste Blad, né le 20 août 1764 à Brest, mort le 19 frimaire an XI (le 10 décembre 1802) à Toulon, est un homme politique de la Révolution française.

## Biographie
Claude-Antoine-Auguste Blad est le fils d'un pharmacien du port de Brest. Il est employé de l'administration de la marine au port de Brest avant la Révolution puis devient secrétaire d'un club patriote et procureur de la commune en 1791.

### Mandat à la Convention
En septembre, Claude Blad est élu député du département du Finistère, le deuxième sur huit, à la Convention nationale. 
Entre le mois d'octobre 1792 et son arrestation au mois octobre 1793, Blad rédige une importante correspondance à ses administrés du Finistère, qui montre, d'après l'historienne Anne de Mathan, comment sont diffusées les informations durant la Révolution et quelles sont les relations entre Paris et la province.
Blad siège sur les bancs de la Gironde. Lors du procès de Louis XVI, il vote « la mort avec jusqu'au moment de l'expulsion des Bourbons », se prononce en faveur de l'appel au peuple mais rejette finalement le sursis à l'exécution lors du dernier appel nominal. En avril 1793, il vote en faveur de la mise en accusation de Jean-Paul Marat. En mai, il vote en faveur du rétablissement de la Commission des Douze. En octobre, lui et les soixante-douze autres députés qui ont signé une protestation contre les journées du 31 mai et du 2 juin sont décrétés d'arrestation sur motion de Jean-Pierre-André Amar, membre du Comité de Sûreté générale. Ils sont libérés et réintégrés à leur poste en frimaire an III (décembre 1794). 
Claude Blad est élu secrétaire de la Convention en ventôse an III (mars 1795) aux côtés d'Alexandre Bodin et de Joseph Laignelot, sous la présidence d'Antoine Thibaudeau. Il est élu membre du Comité de Salut public en prairial an III (juin 1795) aux côtés de François-Joseph Gamon, Pierre Henry-Larivière et de Pierre Marec. 
Combattant les Jacobins, il réclame contre l'apologie du 31 mai de Lecointre de Versailles le 20 mars, puis se range le 19 mai, parmi les accusateurs du Grand Comité de l'an II. S'adressant à Doulcet, qui défendait Robert Lindet, il s'écrie ainsi : « Comptez-vous pour rien les 18 mois de leur tyrannie? » De même, il reproche à André Jeanbon Saint André d'avoir ruiné la marine. De même, il s'unit avec les autres représentants de Brest pour dénoncer Joseph Donzé de Verteuil, accusateur public du tribunal révolutionnaire de sa ville.
Envoyé en mission à l'armée de l'Ouest avec Tallien lors de l'expédition de Quiberon, il demande qu'on épargne les émigrés de moins de 16 ans, après la victoire des troupes républicaines, mais la Convention prend un décret contraire.

### Au Conseil des Cinq-Cents
Après son départ du comité de salut public le 13 vendémiaire an IV (5 octobre 1795), il est choisi par ses collègues, le 4 brumaire an IV (26 octobre 1795), conformément au décret des deux tiers, pour siéger au Conseil des Cinq-Cents, où il siège sur les bancs de la droite suspecte de royalisme. Le 19 janvier 1796, il proteste contre la réorganisation de la marine par le Directoire. Le 18 mars 1797, il fait un rapport sur les déportés de Saint-Domingue détenus en France, dans lequel il s'oppose à un décret du Directoire qui les livre à une commission, proposant de les traduire devant le tribunal de Charente-Inférieure.
Lors du renouvellement de mai 1798, il quitte la vie politique. Nommé sous-commissaire de la marine à Toulon au début de 1800, il meurt dans cette ville en décembre 1802.

### Sources et bibliographie
- Adolphe Robert, Gaston Cougny, Dictionnaire des parlementaires français de 1789 à 1889, Paris, Bourloton, 1889, tome 1, p. 334
- Louis-Gabriel Michaud (dir.), Biographie des hommes vivants, Paris, 1816, tome 1, p. 356
- René Cardaliaguet, Le Régicide brestois: Claude Blad, proconsul de Quiberon, Presse Libérale du Finistère, 1937
- Fiche sur Assemblée nationale
- Bernard Gainot, Dictionnaire des membres du comité de Salut Public : Dictionnaire analytique biographique et comparé des 62 membres du Comité de Salut Public, Paris, Tallandier, 1990, 163 p. (ISBN 9782235018524), p. 87-88.